# Transformator

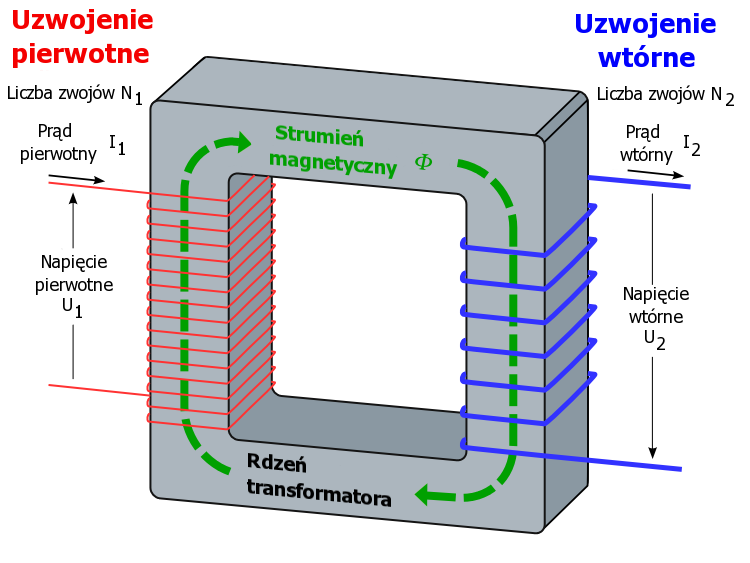
Schematyczne przedstawienie idealnego transformatora

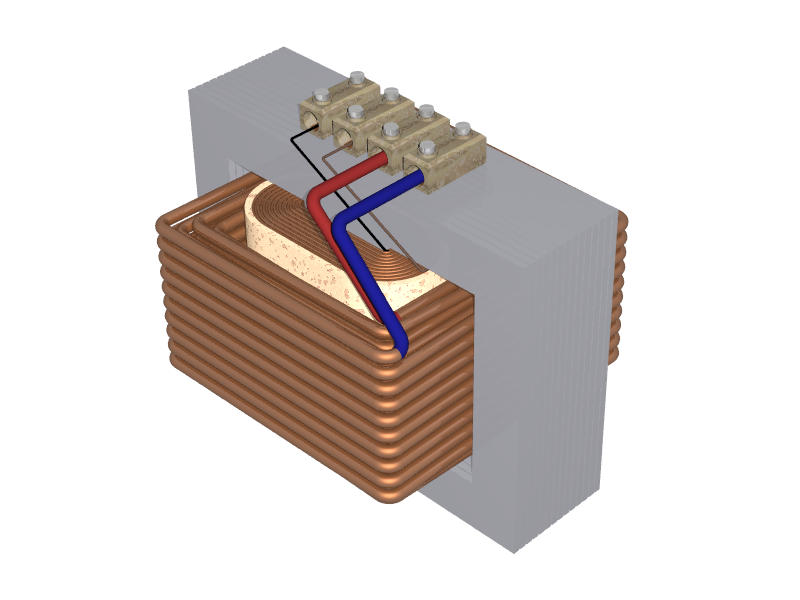
Przykład ułożenia uzwojeń

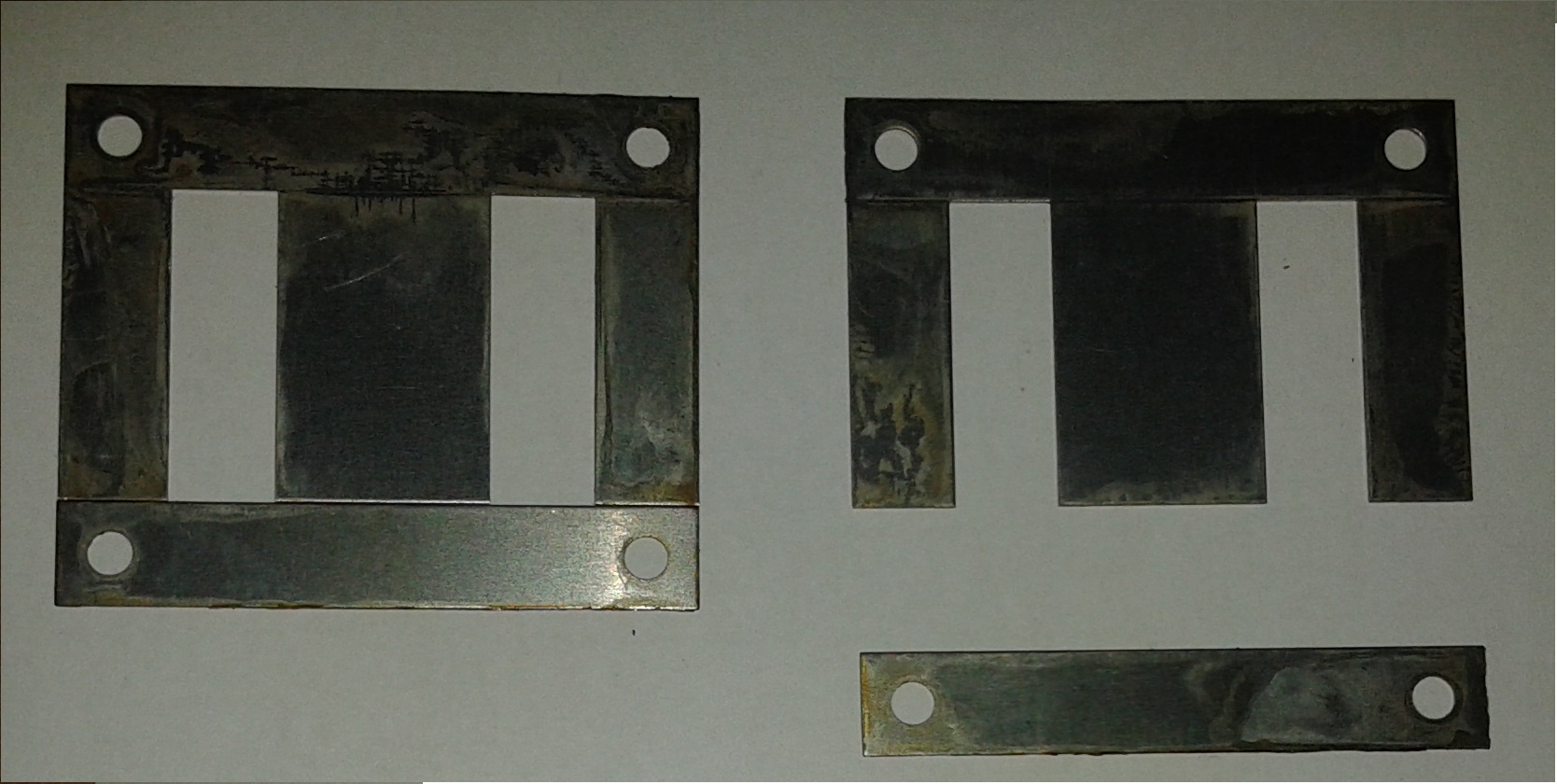
Kształtki typu EI rdzenia transformatora jednofazowego małej mocy lub głośnikowego dla układów z lampami elektronowymi

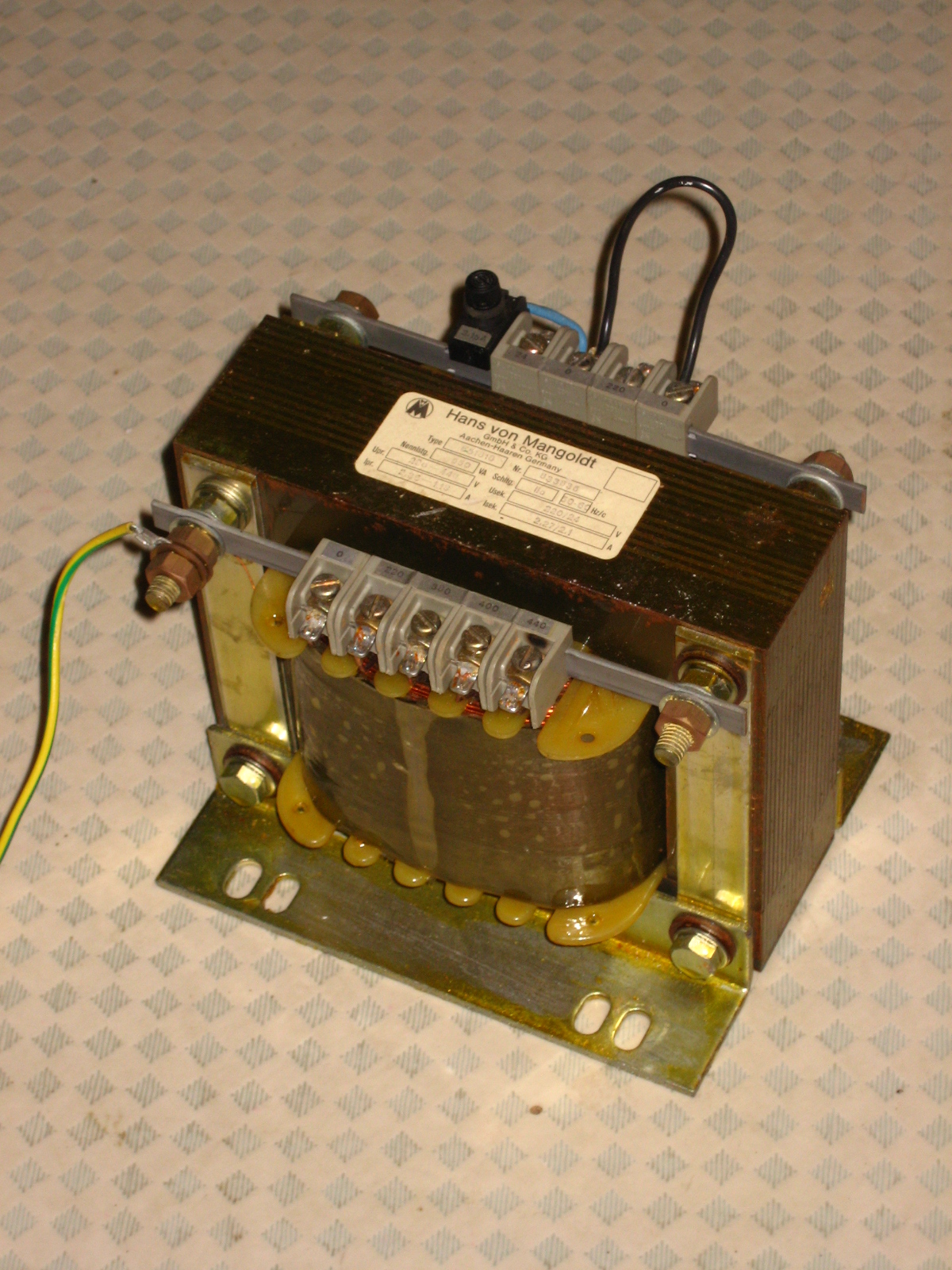
Transformator zasilający małej mocy

Transformator (z łac. transformare – przekształcać) – urządzenie elektryczne służące do przenoszenia energii elektrycznej prądu przemiennego drogą indukcji z jednego obwodu elektrycznego do drugiego, z zachowaniem pierwotnej częstotliwości. Zwykle zmieniane jest równocześnie napięcie elektryczne (wyjątek stanowi transformator separacyjny, w którym napięcie nie ulega zmianie).
Transformator umożliwia w ten sposób na przykład zmianę napięcia panującego w sieci wysokiego napięcia, które jest odpowiednie do przesyłania energii elektrycznej na duże odległości, na niskie napięcie, do którego dostosowane są poszczególne odbiorniki. W sieci elektroenergetycznej zmiana napięcia zachodzi kilkustopniowo w stacjach transformatorowych.
Z kolei w elektrowniach, gdzie napięcie generatora zawiera się w granicach od 6 kV do dwudziestu kilku kV, stosuje się transformatory blokowe. Podwyższają one napięcia z poziomu napięcia generatora na poziom sieci przesyłowej (110, 220 lub 400 kV).

## Budowa transformatora
Transformator składa się z dwóch zasadniczych elementów: stalowego rdzenia i uzwojeń (cewek) wykonanych z miedzi lub aluminium.
Rdzeń jest obwodem magnetycznym transformatora i służy do przewodzenia strumienia magnetycznego. Składa się on z kolumn, na które nawija się uzwojenie oraz jarzm, które łączą kolumny. Najczęściej rdzeń transformatora wykonuje się z cienkich, odpowiednio izolowanych, silnie nakrzemionych blach, dzięki czemu zmniejsza się straty powstające na skutek prądów wirowych i histerezy.
Obwodami elektrycznymi transformatora są uzwojenia osadzone na kolumnach. Wykonuje się je z izolowanych przewodów miedzianych lub aluminiowych.
Oba uzwojenia są zazwyczaj odseparowane galwanicznie, co oznacza, że nie ma połączenia elektrycznego pomiędzy uzwojeniami, a energia przekazywana jest przez pole magnetyczne. Wyjątkiem jest autotransformator, w którym uzwojenie pierwotne i uzwojenie wtórne posiadają część wspólną i są ze sobą połączone galwanicznie.
W transformatorach stosuje się kilka rodzajów uzwojeń, najczęściej występującym jest uzwojenie cylindryczne, gdzie oba uzwojenia (pierwotne i wtórne) wykonane są w formie koncentrycznych cylindrów. Oba cylindry osadzone są na jednej kolumnie. Uzwojenie dolne osadzone jest bezpośrednio na kolumnie, a uzwojenie górne na uzwojeniu dolnym. Oba uzwojenia są oddzielone izolacją, zarówno od kolumny, jak i od siebie.
Transformatory małej mocy najczęściej wykonywane są na kształtkach EE oraz EI. Do zabezpieczenia elementów przed działaniem czynników zewnętrznych (zarówno warunków atmosferycznych, jak i czynników mechanicznych) używa się m.in. żywicy epoksydowej oraz impregnatów, na przykład lakierów elektroizolacyjnych.

## Zasada działania
Jedno z uzwojeń (zwane pierwotnym) podłączone jest do źródła prądu przemiennego. Powoduje to przepływ w nim prądu przemiennego. Przemienny prąd wywołuje powstanie zmiennego pola magnetycznego. Zmienny strumień pola magnetycznego, przewodzony przez rdzeń transformatora, przepływa przez pozostałe cewki (zwane wtórnymi). Zmiana strumienia pola magnetycznego w cewkach wtórnych wywołuje zjawisko indukcji elektromagnetycznej – powstaje w nich zmienna siła elektromotoryczna (napięcie). Jeżeli pominie się opór uzwojeń oraz pojemności między zwojami uzwojeń i przyjmie się, że cały strumień magnetyczny wytworzony w uzwojeniu pierwotnym przenika przez rdzeń do uzwojenia wtórnego (nie ma strat pola magnetycznego na promieniowanie), to taki transformator nazywamy idealnym. Dla transformatora idealnego obowiązuje wzór:
{\displaystyle {\frac {U_{we}}{U_{wy}}}={\frac {I_{wy}}{I_{we}}}={\frac {n_{we}}{n_{wy}}}}
gdzie:
U – napięcie elektryczne,
I – natężenie prądu elektrycznego,
n – liczba zwojów,
indeks we – strona pierwotna (stosuje się również indeks – 1),
indeks wy – strona wtórna (stosuje się również indeks – 2).
Zależność pomiędzy natężeniami i napięciami wynika z wyżej opisanych zależności i z zasady zachowania energii. W tym przypadku sprowadza się to do równości mocy wejściowej i wyjściowej:
{\displaystyle P_{we}=P_{wy}}
{\displaystyle U_{we}\cdot I_{we}=U_{wy}\cdot I_{wy}}
Poniższy stosunek:
{\displaystyle z={\frac {n_{we}}{n_{wy}}}}
nazywamy przekładnią transformatora.
Jeżeli liczba zwojów uzwojenia wtórnego jest mniejsza od liczby zwojów uzwojenia pierwotnego, to indukowane napięcie jest niższe od napięcia pierwotnego, taki transformator nazywa się obniżającym napięcie. Jeżeli liczba zwojów po stronie uzwojenia wtórnego jest większa od liczby zwojów po stronie uzwojenia pierwotnego, to napięcie wtórne jest wyższe od pierwotnego, a taki transformator nazywa się transformatorem podwyższającym napięcie.

## Straty mocy w transformatorze
Podczas pracy transformatora rzeczywistego, czyli podczas przenoszenia energii z uzwojenia pierwotnego do wtórnego, tracona jest część mocy. Ma to miejsce w rdzeniu transformatora (tzw. straty w żelazie, wynikające z prądów wirowych oraz histerezy magnetycznej przy przemagnesowaniu) oraz w uzwojeniu (tzw. straty w miedzi, wynikają z oporności materiału, z którego wykonane są uzwojenia). Stosunek mocy po stronie wtórnej do mocy pobieranej przez transformator określa sprawność transformatora.
Zastosowanie szkła metalicznego do budowy rdzenia transformatora pozwala kilkukrotnie zmniejszyć zachodzące tam straty.
W transformatorach dużych mocy poważną rolę odgrywają również straty w metalowych częściach konstrukcyjnych, jak ścianki, pokrywa i dno kadzi, belki jarzmowe, konstrukcje pracujące uzwojenia itp. W praktyce stosuje się różne sposoby zmniejszania tych strat, np. wykonuje się niektóre części transformatora z materiałów niemagnetycznych, na wewnętrznych ścianach kadzi instaluje się ekrany magnetyczne, niekiedy całe kadzie wykonuje się ze stopów aluminium.

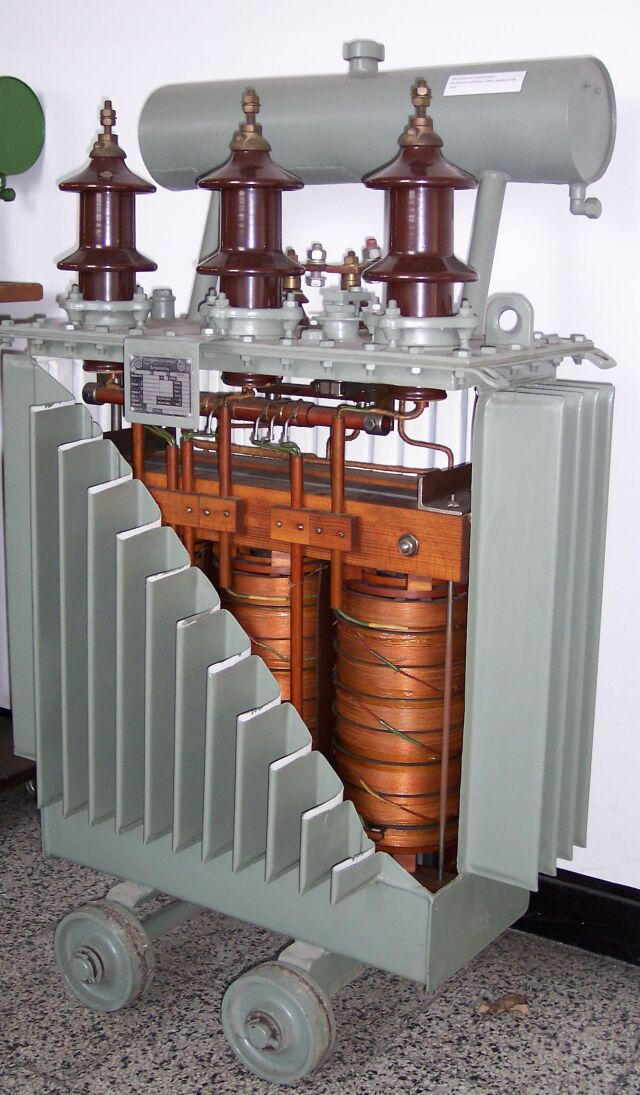
Transformator energetyczny średniego napięcia – przekrój

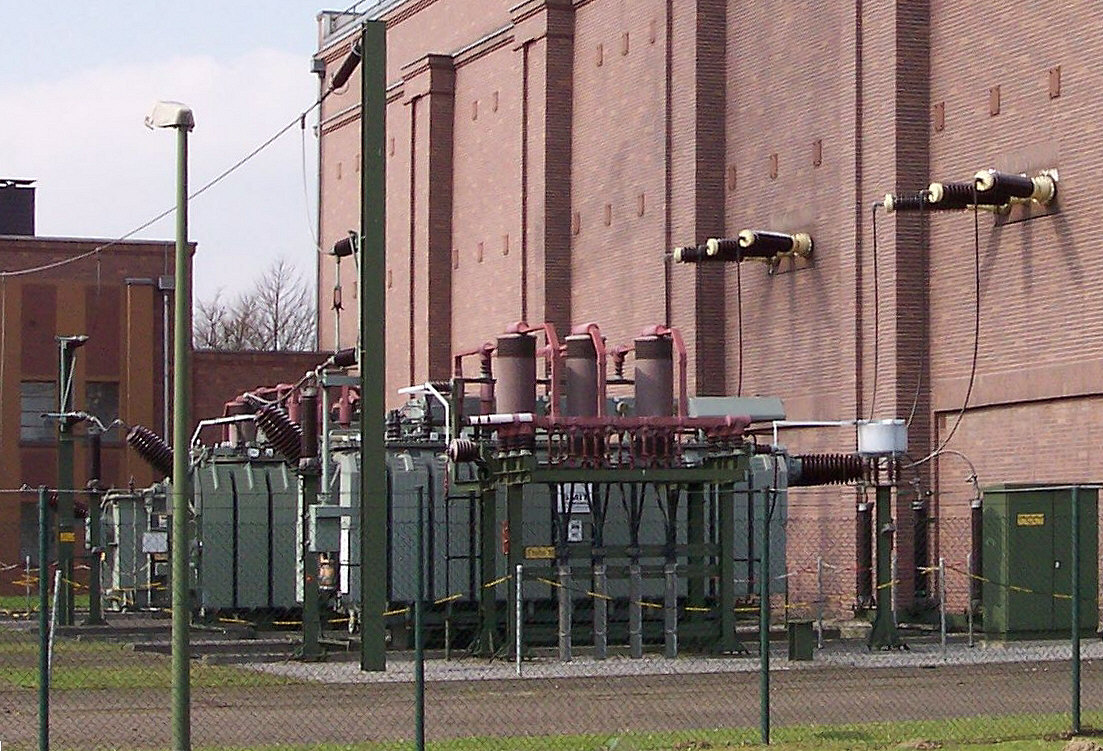
Transformator energetyczny wysokiego napięcia w stacji energetycznej

## Rodzaje
Istnieją też transformatory, w których jedno uzwojenie jest częścią drugiego (autotransformatory), o większej liczbie uzwojeń oraz o wielu wyprowadzeniach z tego samego uzwojenia.
Uzwojeń może być kilka, często spotyka się transformatory np. o dwóch lub trzech różnych dolnych napięciach. Jest to realizowane poprzez odczepy po stronie wtórnej. Występują również transformatory o kilku odczepach po stronie pierwotnej, które umożliwiają zasilanie urządzeń z różnych sieci np. 230 V i 110 V.
W systemach prądu wielofazowego (np. trójfazowego) stosuje się transformatory wielofazowe (trójfazowe). W transformatorach takich rdzenie poszczególnych faz mogą mieć części wspólne. Nie jest to jednak warunek konieczny, ponieważ np. w sieciach wysokiego napięcia stosuje się transformatory jednofazowe (po jednym na każdą fazę).
Transformatory elektroenergetyczne dla niskich napięć izolowane są powietrzem, dla wyższych stosuje się olej transformatorowy, pełniący równocześnie funkcje chłodzące. Dodatkowo, transformatory dużej mocy wyposażone są w radiatory lub chłodnice oraz wentylatory, jak również w rozbudowane systemy zabezpieczeń.
W żargonie technicznym lub języku potocznym nazwa transformator jest czasem zastępowana skrótową nazwą trafo.